# Shira Rishony
Shira Rishony –en hebreo, שירה ראשוני– (Jolón, 21 de febrero de 1991) es una deportista israelí que compite en judo.
Participó en tres Juegos Olímpicos de Verano entre los años 2016 y 2024, obteniendo una medalla de bronce en Tokio 2020, en la prueba de equipo mixto. Ganó una medalla de bronce en el Campeonato Europeo de Judo de 2022, en la categoría de –48 kg.

## Palmarés internacional
| Juegos Olímpicos   | Juegos Olímpicos | Juegos Olímpicos  | Juegos Olímpicos |
| Año                | Lugar            | Medalla           | Categoría        |
| ------------------ | ---------------- | ----------------- | ---------------- |
| 2020               | Tokio (Japón)    | Medalla de bronce | Equipo mixto     |
| Campeonato Europeo |                  |                   |                  |
| Año                | Lugar            | Medalla           | Categoría        |
| 2022               | Sofía (Bulgaria) | Medalla de bronce | –48 kg           |